# Mérion à tête rousse
Clytomyias insignis
Genre
Espèce
Statut de conservation UICN

 LC  : Préoccupation mineure
Le Mérion à tête rousse (Clytomyias insignis) est une espèce de passereaux de la famille des Maluridae. C'est la seule espèce du genre Clytomyias. On le trouve en Nouvelle-Guinée. Il habite les forêts montagneuses des zones tropicales et subtropicales.

## Sous-espèces
D'après la classification de référence (version 5.2, 2015) du Congrès ornithologique international, cette espèce est constituée des deux sous-espèces suivantes :
- Clytomyias insignis insignis  Sharpe, 1879
- Clytomyias insignis oorti  Rothschild & Hartert, 1907